# 須賀川城
須賀川城（すかがわじょう）は、福島県須賀川市にあった日本の城（平山城）。釈迦堂川の氾濫原を見下ろす段差約20メートルの台地上にある。現在は本丸跡に二階堂神社が残る。

## 歴史・沿革
野川本『藤葉栄衰記』によると、1399年（応永6年）足利満兼が奥羽支配のため遣わした満貞・満直の配下であった二階堂行続（二階堂治部大輔）が築城した。また、『中古日本治乱記』には、須賀川城主・二階堂信濃守（二階堂行続？）が1413年（応永20年）の伊達持宗らによる挙兵を関東公方・足利持氏に伝えたという記述がある。行続が反抗したため文安年間には二階堂為氏が下向してこれを破り、城主となって当地一帯を支配した。なお、『鎌倉管領所領役考応仁武鑑』では、行続の遺子・二階堂盛重を当城主としている。
元亀3年7月27日（1572年9月14日）に那須資胤の軍勢が攻めてきたが、当時の城主・高瀬伊勢守に敗れている。
天正9年（1581年）に城主の二階堂盛義が死去すると、後室の大乗院が城主となり、城代の須田盛秀が実務を代行した。
この頃から伊達氏との対立が深まり、『政宗記』によると1585年（天正13年）に伊達政宗は当地を攻撃するつもりであったが、逆に佐竹義重らが出陣して伊達側の城を攻撃している。また、1587年（天正15年）には会津衆と二階堂氏が共同で伊達氏を攻撃した。
天正17年8月19日（1589年9月28日）の那須資晴の書状によれば、須賀川城には当時、佐竹某が在番していた。二階堂家臣団では、佐竹氏との同盟を進める須賀川城代・須田盛秀と伊達氏との連携を主張する保土原行藤が当時それぞれ派閥を形成し、分裂していた。そして岩瀬郡西域の行藤派は伊達政宗に内応し、同17年10月26日（1589年12月3日）に政宗が西方から接近して山王山城に陣すると、これを先導して須田氏、佐竹氏らの兵・約600人の守る当城は攻め落とされた（須賀川城攻防戦）。
この際に釈迦堂川南岸で激戦があり、長禄寺が放火されて本丸まで延焼している。城主の大乗院は佐竹家へ落ち延び、政宗は一族の石川昭光に須賀川城を与えた。しかし、天正18年（1590年）、豊臣秀吉の奥州仕置によって須賀川近辺は蒲生氏郷領となり、配下の田丸具直が須賀川城主となった。
慶長3年（1598年）、上杉景勝が会津に入り、部下の栗田国時が愛宕山の城から一帯を統治した。
慶長6年（1601年）に蒲生秀行が会津藩主となると、家臣の蒲生郷成が須賀川城に入った。
寛永4年（1627年）、加藤嘉明が会津藩主となった後、まもなく廃城となった。廃城後は、跡地に在郷町が繁栄している。

## 構造
天正年間のものと推定される『二階堂居城時代須賀川城絵図』によれば、中央に本丸、その東に二の丸、北に三の丸があり、これらの周囲を水濠が囲んでいた。南の大手に家臣居住区、西には長禄寺や諏訪明神などの寺社を配置、北は職人や奉公人の町並があった。また、南東には守備のため備えに有力武将の館を配置していた。

## 観光

### 所在地
福島県須賀川市諏訪町

### アクセス
- JR東日本東北本線須賀川駅からバス